# Franciszek Marduła

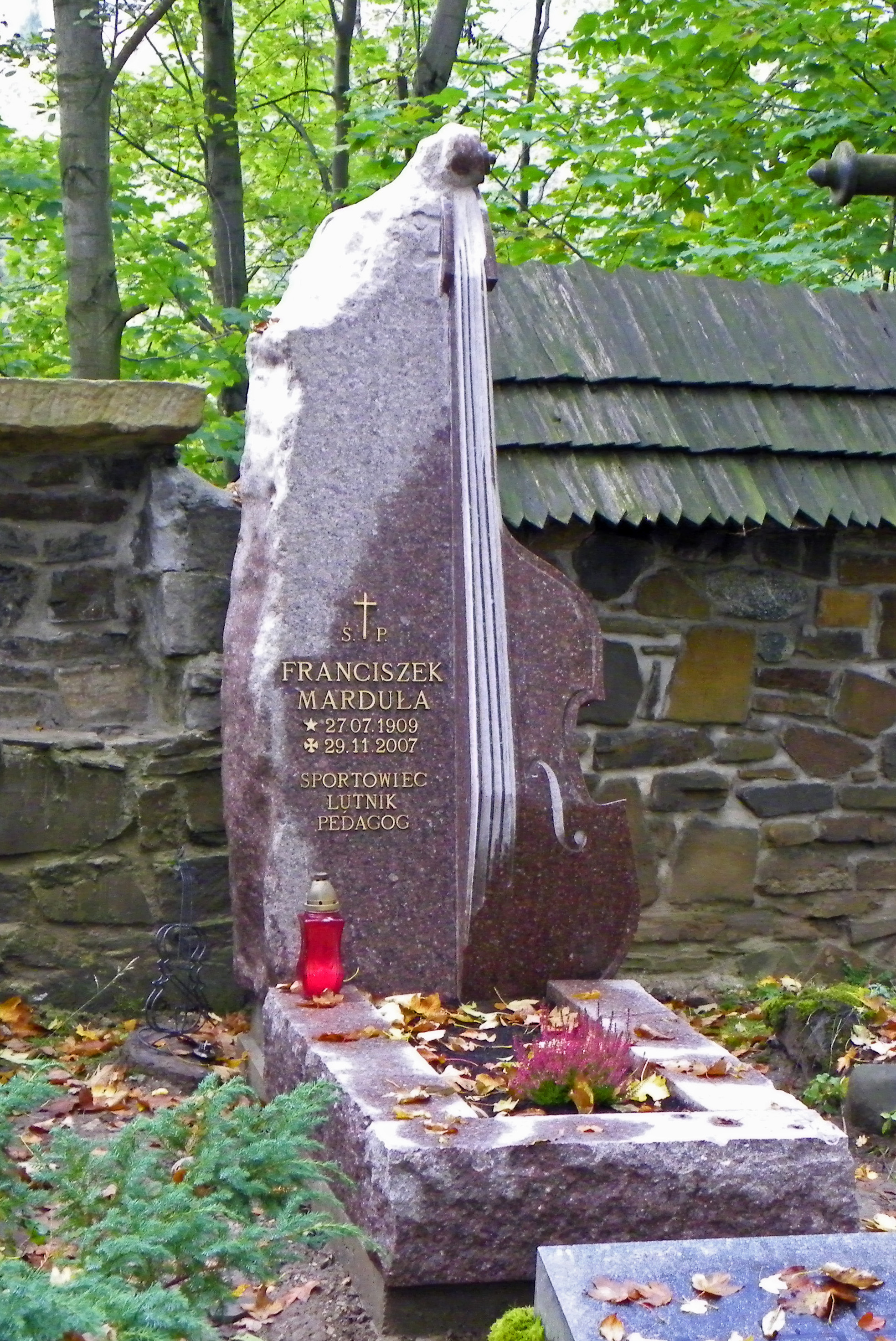
Nagrobek Franciszka Marduli na Pęksowym Brzyzku

Franciszek Marduła (ur. 27 lipca 1909 w Poroninie, zm. 26 listopada 2007 w Zakopanem) – polski pedagog, trener, reprezentant Polski w kombinacji norweskiej i biegach narciarskich, lutnik.

## Życiorys
Był znany przede wszystkim z osiągnięć w dziedzinie lutnictwa. Był lutnikiem-samoukiem. Pierwsze skrzypce zbudował w 1928, a w 1945 otworzył w Zakopanem własną pracownię lutniczą. Zbudował ponad trzysta instrumentów.
Od 1955 był członkiem Związku Polskich Artystów Lutników. W latach 1982–1985 był przewodniczącym komisji kwalifikacyjnej tego związku.
W 1959 zdobył srebrny medal na Światowej Wystawie Współczesnej Altówki w Ascoli Piceno we Włoszech, a w 1977 piątą nagrodę na Międzynarodowym Konkursie Lutniczym im. Henryka Wieniawskiego w Poznaniu. W 1979 pełnił funkcję honorowego przewodniczącego jury I Ogólnopolskiego konkursu Lutniczego im. Z. Szulca w Poznaniu. Od 2008 w Zakopanem odbywa się Bieg wysokogórski im. Franciszka Marduły.
Spoczywa na Cmentarzu na Pęksowym Brzysku w Zakopanem (sektor L-IV-1).

## Rodzina
Miał syna, Stanisława (ur. 1952 w Zakopanem), również lutnika.